# Aiga Rasch

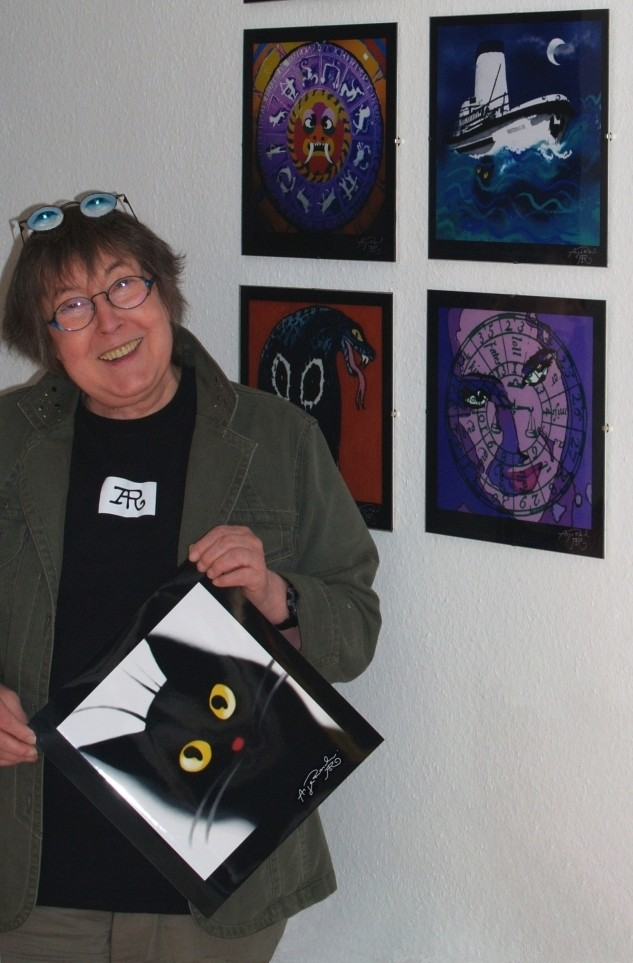
Aiga Rasch, 2008

Aiga Rasch (* 9. Juli 1941 in Stuttgart; † 24. Dezember 2009 in Kirchheim unter Teck) war eine deutsche Illustratorin, Grafikerin und Malerin.

## Leben
Aiga Raschs Vater, Bodo Rasch, war Architekt. Die Mutter Lilo Rasch-Naegele war Modegrafikerin, Illustratorin und Malerin; sie gehörte zum Kreis um Willi Baumeister und war europaweit bekannt. Ihr Bruder ist der Architekt Mahmoud Bodo Rasch.
Über ihre frühzeitige Hinwendung zur Malerei heißt es, dass, weil es nach Kriegsende keine Spielsachen gab, sie bereits als Kind von ihrer Mutter Pinsel und eine Palette bekam, wenn die Tubenfarben zu hart für ihren feinen Feinstrich waren. Die Eltern hatten am Rand des Naturparks Schönbuch ein Haus gebaut, wo Aiga naturnah aufwuchs und zunächst Pläne entwickelte, Schriftstellerin zu werden. Kurz vor dem Abitur beteiligte sie sich an einem Romanwettbewerb des Kosmos-Verlags (ihr eingereichter Roman enthielt selbstgezeichnete Illustrationen); dadurch erhielt sie die Gelegenheit, sich mit einer Mappe im Lektorat vorzustellen. Seither war sie diesem Verlag, für den bereits ihre Mutter illustrierte, auch freundschaftlich verbunden.
Nach dem Abitur studierte sie in Tübingen Germanistik, Philosophie und Psychologie mit dem Ziel Journalismus, um der Mutter nicht als Grafikerin Konkurrenz zu machen. Der Chefredakteur der Werkzeitung der Ilseder Hütte entdeckte ihr Talent für das Zeichnen, als sie dort während der Semesterferien volontierte. 1961 heiratete sie und brach das Studium ab. Rasch war zweimal verheiratet.
1962 besuchte sie einen Vorbereitungskurs zur Aufnahme auf die Akademie der Bildenden Künste in Stuttgart, den sie aber abbrach. Sie sei zu stark vom Stil ihrer Mutter geprägt, sagte ihr Professor und gab ihr den Rat, es als Autodidaktin zu versuchen. Tochter einer berühmten Malerin zu sein, war ihr anfangs sowohl Hilfe als Belastung. 1963 begann ihre selbständige Tätigkeit als Grafikerin. Auch wenn sie 1964 mühelos die Aufnahmeprüfung zum Verband Bildender Künstler Württemberg bestand, hatte Aiga Rasch genau genommen keine künstlerische Ausbildung – die Kunst war Familientradition. Bereits ihr Großvater war Blumenmaler, und aus der Berufspraxis der Mutter hatte sie genug gelernt, um einen Berufseinstieg bewerkstelligen zu können. So wurde sie Mitglied der Zeitschrift DM und lernte bei deren Chef-Layouter ihr Handwerk. Von 1969 bis 1980 war sie Mitglied beim Bund Deutscher Grafik-Designer (BDG), davon die letzten vier Jahre im Vorstand. Nach einer Auszeit wurde sie 1982 Mitglied im Württembergischen Kunstverein Stuttgart und setzte ab 1986 ihre Arbeit beim BDG fort, wo sie im gleichen Jahr zur 1. Vorsitzenden der Landesgruppe Baden-Württemberg gewählt wurde. Von 1988 bis 1990 war sie auf Bundesebene ehrenamtlich Vize-Präsidentin des BDG.
Während ihrer Auszeit 1980 verbrachte sie ein Jahr in Colorado, USA, und lernte bei Gia-Fu Feng die Zen-Meditation, Tai Chi und ein wenig Kung Fu, was ihr Leben und auch ihre Arbeitsweise sehr veränderte: Sie verlegte sich auf die Aquarelltechnik und nahm ihre buchgrafische Arbeit nur im reduzierten Umfang wieder auf. Seit 1992 trat der Computer als Arbeitsmittel in den Vordergrund.
Am 9. Juli 2015 ehrte Google die Künstlerin mit einem Google Doodle. Im Jahr 2021 ließ das Bundesfinanzministerium zu ihrem 80. Geburtstag eine Sonderbriefmarke von Jennifer Dengler gestalten. Die 80-Cent-Briefmarke zeigt Raschs Motive zu den Folgen Super-Papagei und Gespensterschloss.

## Die drei???

Logo der Reihe Die drei ???

Aiga Rasch ist vor allem durch die Titelbilder der Jugendbuchreihe Die drei ??? populär geworden. Diese Reihe wurde ursprünglich aus dem amerikanischen Englisch übersetzt und erreichte in Deutschland nicht zuletzt durch ihre Titelbilder einen Kultstatus. Raschs Design ist prägnant und unverwechselbar.
Für den Franckh-Kosmos-Verlag arbeitete Rasch als freie Mitarbeiterin seit 1962 und illustrierte meist Kinder- und Jugendbücher. Als sie 1969 bei der Abgabe eines Entwurfs im Lektorat zufällig die ersten beiden Bände (Die drei ??? und das Gespensterschloss und … und die flüsternde Mumie) aus der Serie von Alfred Hitchcock mit den Schutzumschlägen von Jochen Bartsch sah, erkundigte sie sich nach deren Resonanz, die sich als nicht besonders hoch herausstellte. Sie schlug einen eigenen Entwurf vor, den man ihr jedoch als Frau bei dem eher männlichen Thema nicht zutraute. Sie vereinbarte mit dem Verlag, auf das Honorar zu verzichten, sollte der Entwurf nicht gefallen. Der Verleger reagierte entsetzt auf das neuartige schwarze Design. Die Künstlerin hielt dies für ein zusätzliches Argument und konnte ihn schließlich zu einem Versuch überreden.
1970 kam das erste Titelbild (… Fluch des Rubins) als Collage in Schwarz, Weiß und Rot heraus. Dann wechselte sie auf Farbfolien, schließlich auf die neuartigen Filzstifte. Die Protagonisten der Reihe tauchen auf keinem der Titelbilder auf, was als Kunstgriff gedacht war, der es dem Leser erlaubt, seine eigenen Vorstellungen zu entwickeln.
Aiga Rasch arbeitete bis 1999 für den Kosmos-Verlag und entwarf die Cover für insgesamt 89 Folgen der Reihe Die drei ???, wobei sie für 16 Folgen der Nachauflagen neue Cover zeichnete. 2006 kam es wieder zur Zusammenarbeit zwischen Rasch, mittlerweile in Rente, und ihrem langjährigen Auftraggeber Kosmos-Verlag. Rasch entwarf das Design für die „Black Edition“-Schuber, die Buchdeckel dazu wurden von ihr digital überarbeitet.
Nach 1979 wurden ihre Bilder nicht nur auf Buchdeckeln, sondern auch auf den Hüllen der „???“-Hörspiele des Labels Europa verwendet. Inklusive aller Erst- und Nachauflagen verkauften sich Tonträger mit dem „???“-Cover von Aiga Rasch allein in Deutschland über 30 Millionen Mal, was sie zu einer der erfolgreichsten deutschen Illustratoren macht. Ihre „???“-Covermotive werden auch in China, Griechenland und Polen eingesetzt. Auch nach ihrem Tod im Jahr 2009 wird bei allen „???“-Büchern des Kosmos-Verlags und bei allen „???“-Hörspielen von Europa Aiga Raschs schwarzes Design verwendet.

## Charakterisierung
Die Kuratorin der Ausstellung Wunderwelt – Illustrationen in Kinderbüchern, in der die frühen Arbeiten von Aiga Rasch ausgestellt waren, resümierte wie folgt:

„Ihr Frühwerk zeichnet sich durch eine fein nuancierte Strichführung und in den Sujets der Märchen durch eine kräftige Farbpalette aus, wobei Aiga Rasch auch mit der Komik in ihrer Personendarstellung arbeitet.“

In einem Lexikon der Kinder- und Jugendliteratur wurde ihre Arbeit bis 1974 wie folgt dargestellt:

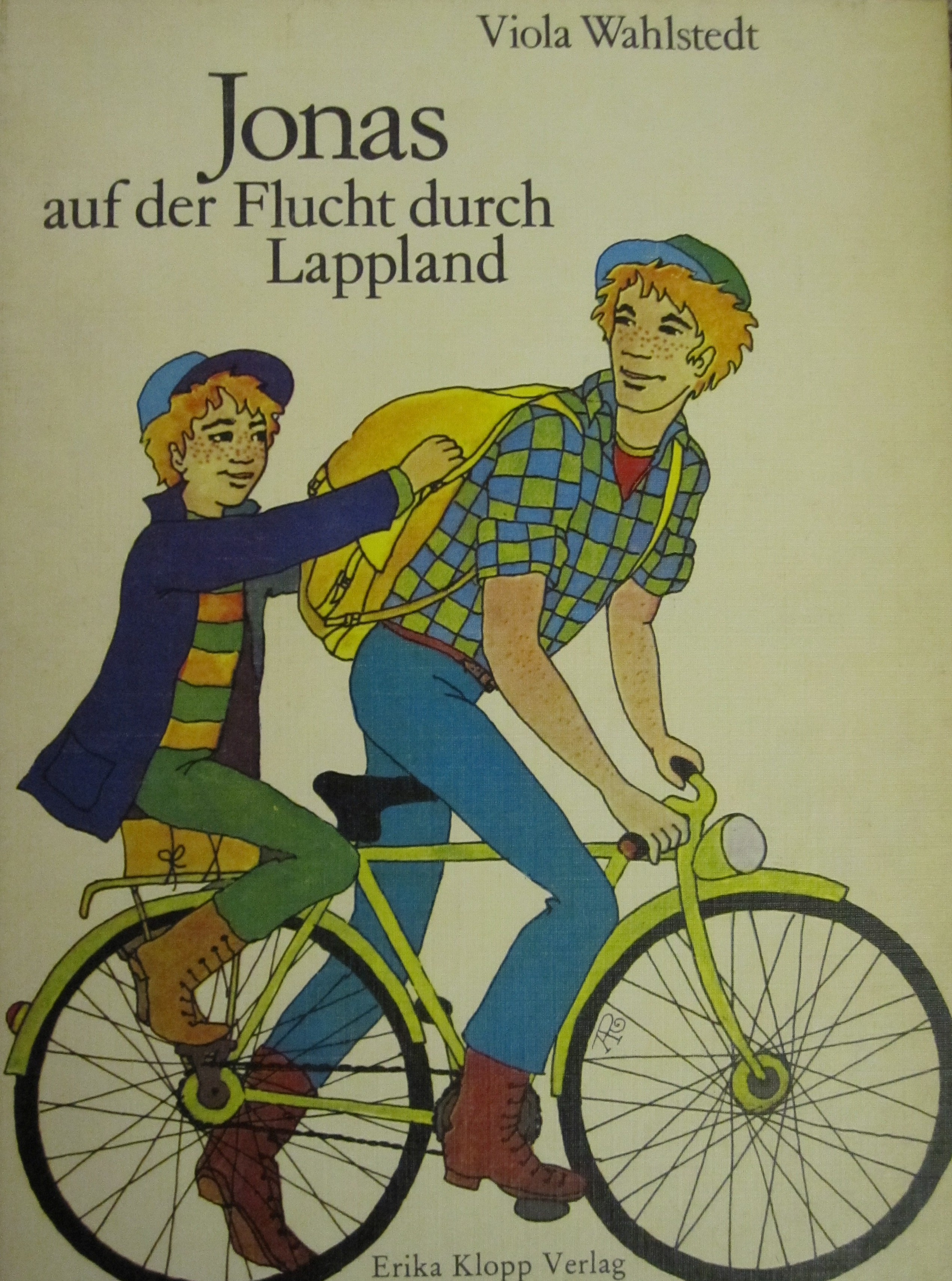
Buchcover zu „Jonas auf der Flucht durch Lappland“ von Aiga Rasch, Erika Klopp Verlag, 1972

„R. legt besonderen Wert auf Figurendarstellungen; landschaftliche bzw. architektonische Formen treten zurück, haben allenfalls dekorativen Charakter. Sie arbeitet in der Regel die individuellen Gesichtszüge ihrer Figuren nicht sonderlich aus, betont vielmehr die Typencharakteristik, z. B. bei Asiaten die Schlitzäugigkeit (Max Kruse: ‚Die kleine Fang‘, 1966), Negern die Wulstlippen (Karen Olsen: ‚Aus Njagwe wird Peter‘, 1970), Nordländern die Sommersprossen (Viola Wahlstedt: ‚Jonas auf der Flucht durch Lappland‘, 1972) usw. Damit folgt sie weitverbreiteter Stereotypie. R. bevorzugt schwarz-weiß, ist bei Kolorierung für strikte Farbtrennung und verwendet verschiedene Arbeitsweisen, darunter auch die der Reißtechnik (H. Grit Seuberlich: ‚Balabin‘, 1968) oder auch Mischformen (Dorothy Sterling: ‚… ihre dunkle Haut‘, 1965). Die Bewegungen der Personen, die Drehungen des Kopfes, der Arme und Beine wirken teilweise schematisch, nicht jedoch organisch bzw. funktional bedingt. R. hat sich in ihrem Stil dem Grunddesign der Verlagshäuser, für die sie illustriert (Franckh, Ensslin & Laiblin, Erika Klopp, Arena, O. Maier u. a.) angeschlossen und mit ihrer kindertümlich-fröhlichen Themenauffassung und der Orientierung am Stil der Modezeichnungen eine nicht sehr ausgeprägte, jedoch ansprechende Handschrift gefunden.“

Die bereits 1974 erschienenen Titelbilder zur Serie Die drei ??? werden im vorgenannten Lexikon noch nicht berücksichtigt. Dazu äußerte sich die Produktmanagerin von Europa in einem Nachruf:

„Ich glaube uns allen ist klar, welchen erheblichen Anteil am Erfolg der Serie in Deutschland die wundervollen Illustrationen von Aiga gehabt haben. Ich glaube, es gibt wenige Künstler, die so konsequent einen so eigenen Stil verfolgt haben, die einen so hohen Wiedererkennungswert haben und deren Bilder gleichzeitig so aussagestark sind und doch so viel Raum für die eigene Fantasie lassen.“

Aiga Rasch sagte 2006 rückblickend über sich selbst:

„Meine ???-Bilder sind plakativ, klar und einfach gestaltet. Es gibt auch immer einen schnellen Zusammenhang zwischen den Namen der Bücher und den Umschlagmotiven.“

## Werke

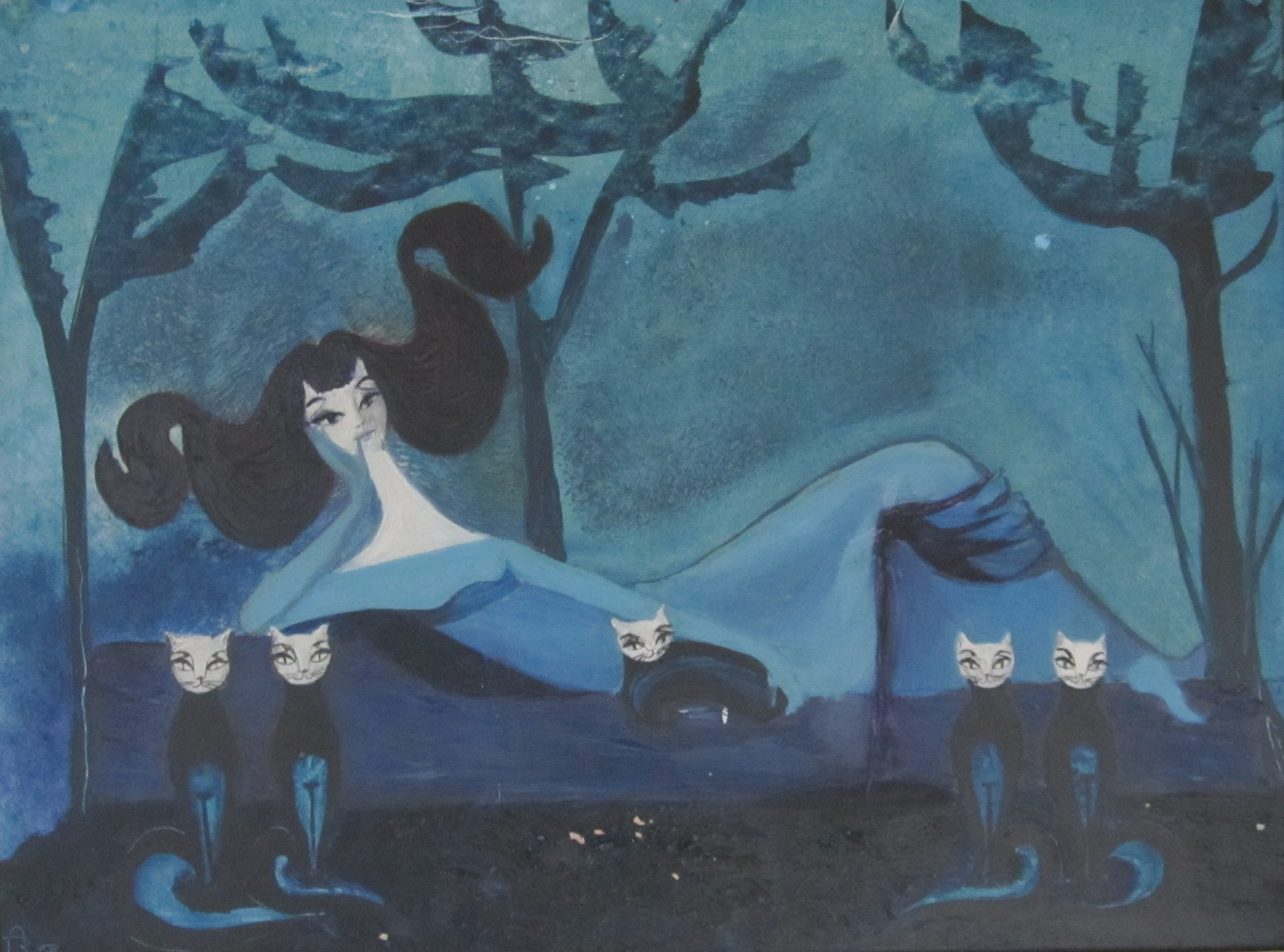
Erstes Gemälde von Aiga Rasch, 1958, „Die Katzenprinzessin“

Der künstlerische Nachlass beinhaltet mindestens 65 bekannte Kunstwerke, die sich größtenteils verstreut im Privatbesitz in Deutschland befinden. Ihr erstes Gemälde Die Katzenprinzessin entstand 1958 im Alter von 17 Jahren noch mit leichter Unterstützung ihrer Mutter Lilo Rasch-Naegele. Neben mehreren Öl- und Aquarellbildern, spezialisierte Rasch sich ab 1979 auf Kachelbilder, die zu ihren schönsten Werken zählen sollten. Eine ab 1982 häufig angewandte Technik war die sogenannte Pinnage. Aiga Rasch erklärte die Zusammenstellung ihrer Pinnage-Werke als:

„fragmenthaft ausgemalte Traumwelten und Projektionen, auf die ich in ironisch-hintergründiger und lustiger Kombination mit Nadeln und Nägeln Dinge befestige, die einmal nützlich waren; im Englischen to pin bedeutet anheften oder annageln; im Deutschen Pinnwand, plattdeutsch pinnen für befestigen. Im Gegensatz zur Collage (franz. coller bedeutet kleben) bezeichne ich diese Arbeiten als Pinnage, da ich keinen Klebstoff, sondern Nadeln, Nägel, Schrauben verwende, um die Materialien zusammenzufügen“

Eigene Bilderbücher

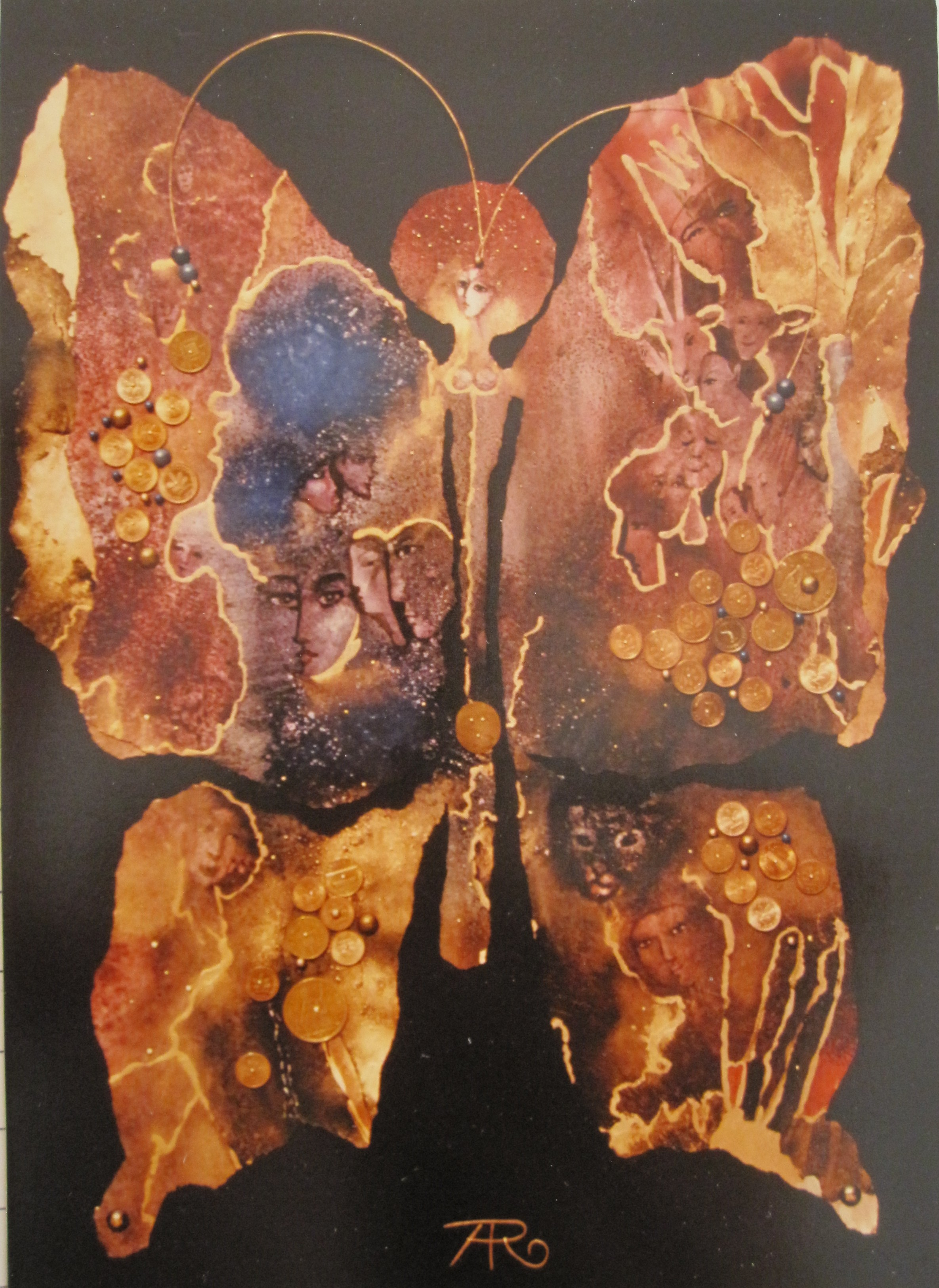
Pinnage von Aiga Rasch, „LEPIPOPTERA PECUNIARIS“, 1982

- Der Kampf um den Molar. Paracelsus, Stuttgart 1979, ISBN 3-7899-0070-2.
- Pipapo im Fehlerzirkus. Pestalozzi, Erlangen 1977.
- Der schwarz-weisse Tiger und 13 andere Schwindelgeschichten über wilde Tiere. Aiga Rasch (Texte, Bilder, Verse) / Werner J. Baur (Texte). IWZ Verlag, Stuttgart.

Illustrationen
Aiga Rasch hat für über 25 Verlage über 500 Buchumschläge entworfen und in über 150 Büchern mehr als 5000 Illustrationen gezeichnet. Die Verlagshäuser Kosmos, Ensslin, Erika Klopp, Boje, Arena, Herold und Stocker gehörten zu ihren häufigsten Auftraggebern. Meistens handelte es sich um Kinder- und Jugendbücher. Zudem gestaltete sie diverse Plakate, Kalender, Prospekte, Displays, Signets und Firmenpapiere.
Ausstellungen
- 1969 Illustratorenschau zur Jugendbuchmesse, Bologna
- 1977 Einzelausstellung Buchgrafik. Stuttgart
- 1979 BDG-Ausstellung pro libris '79, Stuttgart
- 1981 Erstmalige Ausstellung ihrer Buchgrafik bei der Bilderbank. Leinfelden-Echterdingen
- 1982 Erstmalige Ausstellung ihrer freien Arbeiten bei der Bilderbank. Leinfelden-Echterdingen
- 1990 Ausstellung fanny 50. über die Künstler des Fanny-Leicht Gymnasiums, Stuttgart
- 1999 Wanderausstellung Die drei ??? und Aiga Rasch, München Frankfurt Berlin Hamburg Kassel Stuttgart
- 2002 Ausstellung Wort wird Bild – Bild wird Wort. Kunstkammer von Martin Schwarz im Schloss Bartenstein
- 2013 Ausstellung WUNDERWELT – Illustrationen in Kinderbüchern, Ludwigsburg
- 2014 Ausstellung Die geheimen Bilder – Aiga Rasch und die drei ???, Bietigheim-Bissingen
- 2015 Ausstellung Detektive, Agenten & Spione, Speyer
- 2016 Ausstellung Die bunte Welt der Aiga Rasch, Reutlingen
- 2016 Ausstellung Aiga Rasch – Die drei ??? und die rätselhaften Bilder, Koblenz
- 2018 Ausstellung Die sprechenden Bilder – Aiga Rasch und die drei ???, Fulda
- 2020 Ausstellung Geheimnis im Turm – Aiga Rasch und die drei ???, Konstanz
- 2021 Ausstellung Von Stuttgart nach Rocky Beach. Auf den Spuren von Aiga Rasch, Stuttgart
- 2021/2022 Ausstellung Aiga Rasch: Die drei ???, Wilhelm Busch – Deutsches Museum für Karikatur und Zeichenkunst, Hannover
- 2022 Ausstellung Die drei ???: Aiga Rasch und das Abenteuer auf Burg Wissem, Bilderbuchmuseum, Troisdorf
- 2022/2023 Ausstellung Die drei ???: Aiga Rasch und die geheimnisvolle Festung, Zitadelle Spandau, Berlin
- 2023 Ausstellung Aiga Rasch. Die drei ??? und die Queen of Covers, Ostholstein-Museum, Eutin
- 2024 Ausstellung Die drei ???. Aiga Rasch und das Mysterium der Bilder, Stadtmuseum Langenfeld
- 2024 Ausstellung Die drei ???. Aiga Rasch und die geheimen Einblicke, Stadtgalerie Neuwied
- 2025 Ausstellung COVER LOVE(R). Aiga Rasch und Die drei ???, Galerie Stihl, Waiblingen

## Dokumentation
Im Rahmen der Ausstellung COVER LOVE(R). Aiga Rasch und Die drei ???" in der Galerie Stihl Waiblingen hat der Stuttgarter Filmemacher Oleg Kauz eine halbstündige Dokumentation erstellt. Der Experte für Kunstfilme begleitete die Entstehung der Ausstellung mit der Kamera und ermöglichte Einblicke hinter die Kulissen der Arbeit der Galerie sowie in die Archive von Aiga Rasch und des Kosmos Verlags. Zu Wort kommen die Galerieleitung Anja Gerdemann und die Kuratorin Mirjam Kreber ebenso wie die Nachfolger von Aiga Rasch bei der Serie Silvia Christoph, Andreas Ruch und Graphic Novel Illustrator Christopher Tauber. Die Beiträge von Aiga Raschs Wegbegleiter Dieter Gebhardt sowie deren Nachlassverwalter Matthias Bogucki runden die filmische Dokumentation „Aiga Rasch – Die drei ??? und die rätselhaften Cover“ ab.

## Literatur

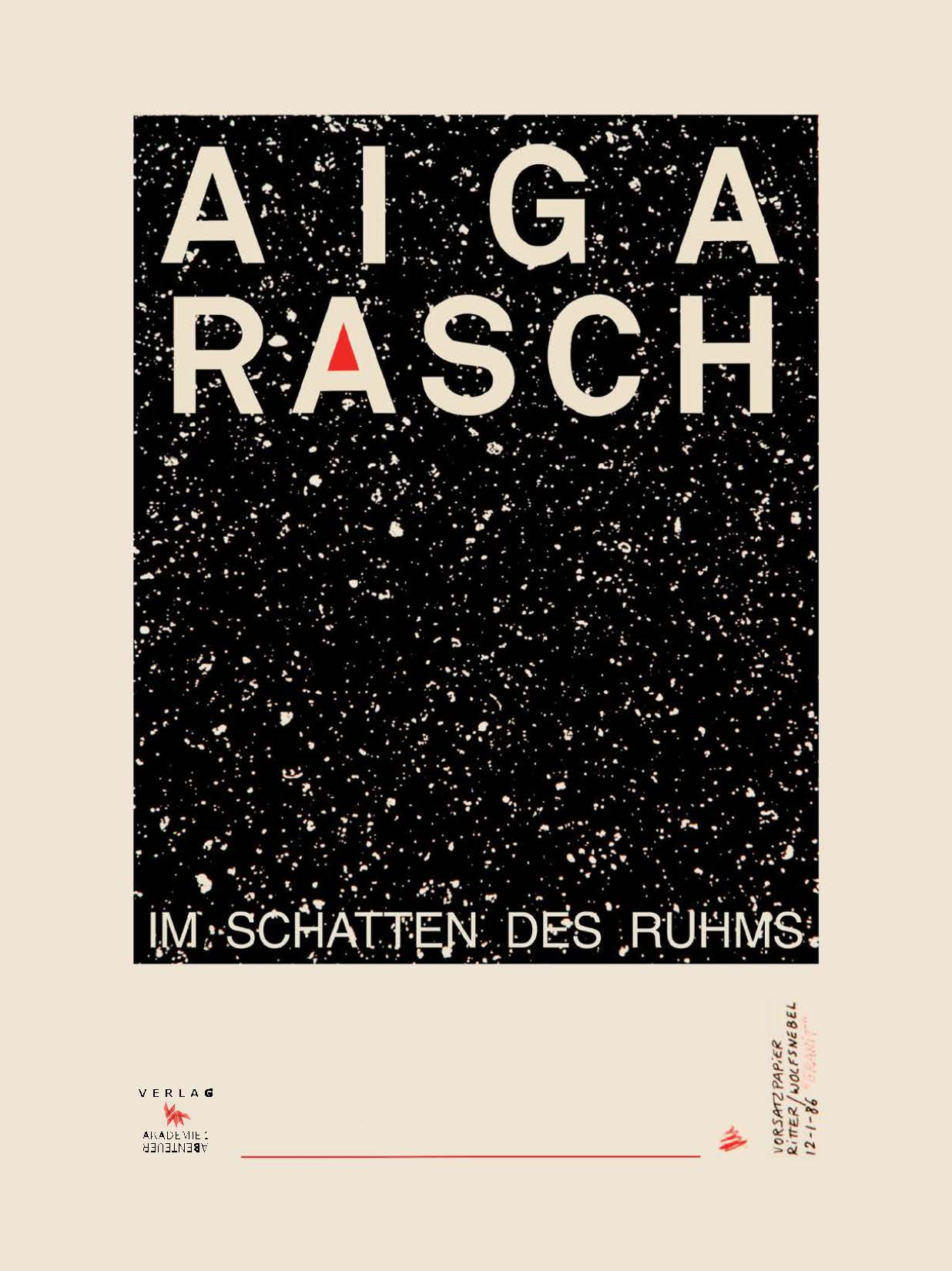
Aiga Rasch – Im Schatten des Ruhms